# Cistiro
Cistiro (en griego, Κύστυρος) es el nombre de una antigua ciudad griega de localización desconocida. 
Perteneció a la Liga de Delos puesto que aparece en los registros de tributos de Atenas del año 434/3 a. C.
El registro de tributos ateniense no proporciona información sobre la ubicación de Cistiro. Se ha sugerido que una ciudad llamada Pistiro mencionada por Heródoto podría ser la misma ciudad que Cistiro y también que podría identificarse con los restos de otra ciudad llamada Pistiro de Tracia interior, en Adjiyska Vodenitsa, cerca de Vetren, en Bulgaria.